# Mondragón Corporación Cooperativa
Die Mondragón Corporación Cooperativa (MCC) ist die größte Genossenschaft und das siebtgrößte Unternehmen Spaniens. Sie hat ihren Sitz in Mondragón im spanischen Baskenland und ist global tätig. Zur MCC gehören 95 Unternehmen verschiedener Sektoren wie Maschinenbau (u. a. Danobat), Automobilindustrie, Haushaltsgeräte, Bauindustrie, Einzelhandel (u. a. Supermarktkette Eroski), Banken und Versicherungen. Auch zum Verbund gehören 14 Technologiezentren. Es ist damit nach Umsatz die größte Industrie-Genossenschaft der Welt.

## Gründung und Geschichte
Die Genossenschaft wurde in der Kleinstadt Mondragón in der baskischen Provinz Gipuzkoa gegründet, wo sie bis zum heutigen Tage ihren Hauptsitz hat. Im Spanischen Bürgerkrieg litt die Stadt unter Massenarbeitslosigkeit. Der junge Priester José María Arizmendiarrieta beschloss, das Elend der Bevölkerung mit genossenschaftlichen Strukturen der Selbsthilfe zu mindern.
1943 baute Arizmendiarrieta eine demokratisch organisierte Fachhochschule auf, die eine Schlüsselrolle des späteren Genossenschaftswesens im Baskenland spielte.
Drei Jahre nach Gründung der ersten Genossenschaft durch fünf Absolventen der von Arizmendiarrieta gegründeten Fachschule wurde die Caja Laboral ins Leben gerufen, eine Kreditgenossenschaft, die Genossenschaften und genossenschaftliche Neugründungen finanzierte. Der besondere Aspekt dabei ist die den Realgenossenschaften gegenüber dienende Rolle durch die geringen Zinssätze für Fremdkapital bei Neugründungen.
Anfang der 1960er waren um Mondragón bereits mehr als zwanzig Kooperativen entstanden. Die Wirtschaftskrise Mitte der 1970er traf die baskische Schwerindustrie schwer, wovon auch der Mondragón-Verbund betroffen war. Zur Abmilderung der Krise konnten Arbeiter eines angeschlagenen Mondragón-Unternehmens unter anderem in eine der anderen Kooperativen wechseln und die Produktpalette wurde verbreitert. Es gelang somit den Verbund in den folgenden Jahren weiter zu vergrößern.
Im Gefolge der Europäischen Wirtschaftskrise seit 2008 und der folgenden Konsumzurückhaltung insbesondere in Spanien und Frankreich ist eine Teilgenossenschaft, der Hausgeräte-Hersteller Fagor, im Oktober 2013 in die Insolvenz gegangen. Die übrigen Mitglieder der Gesamt-Genossenschaft mussten nach umfangreicher Hilfe im zwei- oder dreistelligen Millionenbereich weitere Hilfe einstellen, um sich nicht selbst zu gefährden. Am 7. März 2014 musste auch die erfolgreiche deutsche Vertriebstochter, die Fagor Hausgeräte GmbH, ihren Betrieb einstellen, weil aus Spanien wegen der Betriebseinstellung in den dortigen Fagor-Werken keine Geräte mehr geliefert werden konnten. Die meisten Mitarbeiter wurden von den anderen Mondragón-Kooperativen übernommen. Fagor wurde in der Insolvenz zerschlagen, Teile von verschiedenen Unternehmen übernommen und fortgeführt.

## Die genossenschaftliche Idee

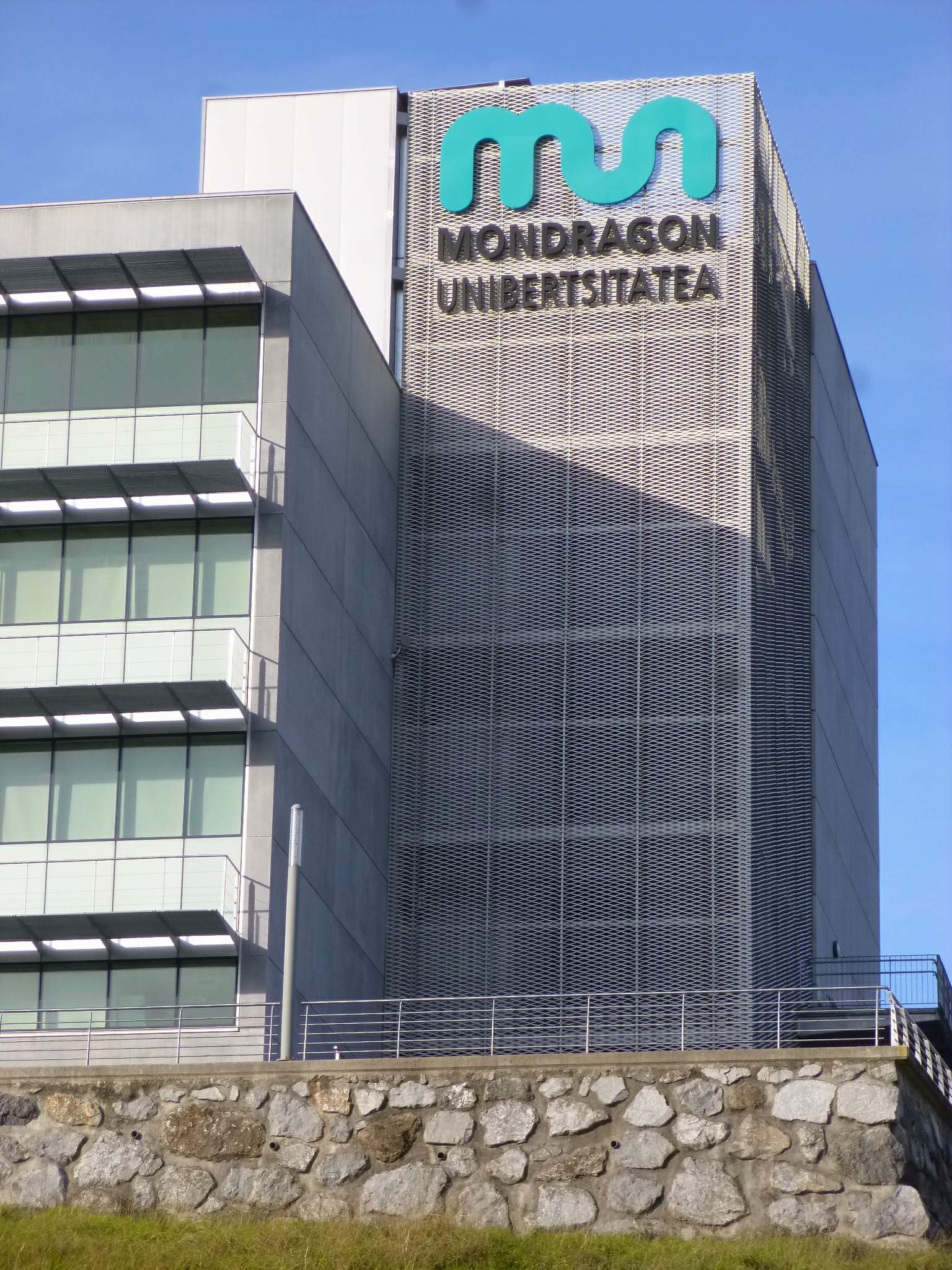
Gebäude der genossenschaftseigenen Universität

Die Arbeitnehmer der MCC sind am Grundkapital des genossenschaftlichen Unternehmensverbundes beteiligt. Sie werden in die Entscheidungen des Führungspersonals eingebunden. Die baskischen Genossenschaften der MCC haben einen personenorientierten Charakter, der die Arbeit und nicht das Kapital in den Vordergrund stellen soll. Dies solle zu einem positiven Klima beitragen, welches Motivation und Produktivität der Betriebe erhöht. Die Arbeitnehmer werden am Gewinn beteiligt. Befindet sich ein Betrieb in finanziellen Schwierigkeiten, können sie mit Zustimmung der Arbeitnehmer durch Lohneinbußen aufgefangen werden. Bei großen betriebswirtschaftlichen Problemen oder Auftragsspitzen arbeiten Arbeitnehmer kurzzeitig in anderen Genossenschaften. Beinahe alle erwirtschafteten Erlöse werden reinvestiert. Große Bedeutung kommt auch der (Weiter-)Bildung zu. Damit möchte die Genossenschaft nicht nur betriebswirtschaftlichen Notwendigkeiten, sondern auch ihrer sozialen Verantwortung nachkommen.
81 Prozent der Beschäftigten (2016) sind durchschnittlich bei den Kooperativen auch Genossenschafter des Unternehmens. Die Einlage, die ein Genossenschafter (sogenannter socio) leisten muss, beträgt rund 15.000 Euro und kann bei Geringverdienern über einen längeren Zeitraum gezahlt werden. Ein Teil davon wird als Investitionskapital verwendet. Der Rest ist Kapitalstock und wird auch mit den Gewinnen der Firmen aufgestockt. Ein Rentner kann sein Kapital entnehmen oder weiter am Erfolg des Unternehmens teilhaben. Arbeitsunfähige erhalten die vollen Bezüge bis zum Rentenalter, bei Pflegebedürftigkeit sogar 150 % der Bezüge. Die Führungskräfte verdienen maximal das Achtfache der einfachen Angestellten.

## Organisation
Oberstes beschlussfassendes Organ ist der genossenschaftliche Kongress mit 650 Mitgliedern, der sich aus Delegierten aus den einzelnen Genossenschaften zusammensetzt. Die Jahreshauptversammlung wählt den „Regierenden Rat“ (Vorstand), der die Verantwortung für das Tagesgeschäft trägt.
Jede Einzelgenossenschaft hat einen Betriebsrat, der einen Vorsitzenden wählt, welcher das Management des Betriebes berät.

## Spannungsverhältnis zu den traditionellen Idealen
Die Größe hat Spannungen zwischen den traditionellen Werten und Idealen und der betriebswirtschaftlichen Wirklichkeit hervorgebracht. So gab es Vorwürfe, dass Fabriken verlagert wurden und dort den Arbeitnehmern nicht die gleichen Rechte zugestanden würden.
Dennoch waren Ende 2005 noch 81 % der 78.455 Arbeitnehmer Vollmitglieder der Genossenschaften. Die Schaffung von Arbeitsplätzen hat immer noch Vorrang vor Kapitalinteressen. So wurde seit der Gründung der Genossenschaft im Gegensatz zu anderen Industrieunternehmen keine Stellen abgebaut.
Unruhe erzeugte ebenfalls die gefühlte zunehmende Distanz zwischen Management und Arbeitnehmern. Zwar besteht immer noch die Regelung, dass das Führungspersonal maximal das Achtfache des Arbeiterlohnes verdienen darf. Dennoch fühlen sich viele Arbeitnehmer nicht mehr in die Entscheidungsprozesse eingebunden und geben auch an, der gemeinsame genossenschaftliche Gedanke und Zusammenhalt habe in der letzten Generation nachgelassen. Einige Genossenschaften haben sich bereits abgespalten, da sie mehr betriebliche Demokratie in ihren Genossenschaften durchsetzen möchten.

## Rezeption
Die Cooperation Jackson der gleichnamigen Hauptstadt des US-Bundesstaats Mississippi beruft sich auf Mondragón.

### Primärliteratur
- José María Arizmendiarrieta: Reflections: Insights from the Founder of the Mondragon Cooperatives. Solidarity Hall, 2022, ISBN 978-1-733716413.

### Wissenschaftliche Publikationen und Einzelbeiträge
- Xabier Barandiaran, Javier Lezaun: The Mondragón Experience. Band 1. Oxford University Press, 6. November 2017, doi:10.1093/oxfordhb/9780199684977.013.19.
- Jokin Bergara Eguren, Oier Imaz Alias: Sustainability in Mondragon worker cooperatives. In: The Routledge Handbook of Cooperative Economics and Management. Routledge, London 2024, ISBN 978-1-00-344985-0, S. 489–497, doi:10.4324/9781003449850-40.
- Jörg Flecker, Luise Gubitzer, Franz Tödtling: Betriebliche Selbstverwaltung und eigenständige Regionalentwicklung am Beispiel der Genossenschaft von Mondragon. Wien 1985.
- William Foote Whyte & Kathleen King Whyte: Making Mondragon. The Growth and Dynamics of the Worker Cooperative Complex. Cornell International Industrial and Labor Relations Report Number 14. 2. Auflage. ILR Press, Ithaca, NY, 1991, ISBN 0-87546-182-4.
- J.K. Gibson-Graham: A Postcapitalist Politics. Minnesota 2006, ISBN 978-0-8166-4804-7.
- Sally Hacker: Women workers in the Mondragon system of industrial cooperatives. In: Gender & Society, Vol. 1, S. 358–379.
- Sharryn Kasmir: The myth of Mondragón: cooperatives, politics, and working-class life in a Basque town. State Univ. of New York Press, Albany NY 1996.

### Serious Games
- Caroline Woolard und Mary Clare Rietz: Mondragon Principle Cards. Kartenspiel. Co-op Cincy, Cincinnati, USA.